# Trachylepis casuarinae
Espèce
Synonymes
- Mabuya maculilabris casuarinae Broadley, 1974
- Mabuya casuarinae Broadley, 1974
- Trachylepis maculilabris casuarinae (Broadley, 1974)

Trachylepis casuarinae est une espèce de sauriens de la famille des Scincidae.

## Répartition
Cette espèce est endémique de l'île Casuarina dans l'archipel des Primeiras et Segundas au Nord de la côte du Mozambique.

## Publication originale
- Broadley, 1974 : A review of the Mabuya maculilabris group in South-Eastern Africa (Sauria: Scincidae). Arnoldia (Rhodesia), vol. 6, no 23, p. 1-10.